# Палладийсамарий
Палладийсамарий — бинарное неорганическое соединение
палладия и самария
с формулой SmPd,
кристаллы.

## Получение
- Сплавление стехиометрических количеств чистых веществ:

{\displaystyle {\mathsf {Pd+Sm\ {\xrightarrow {1270}}\ SmPd}}}

## Физические свойства
Палладийсамарий образует кристаллы нескольких модификаций.
Высокотемпературная модификация образуется при температурах выше 960÷982°С и принадлежит к
ромбической сингонии,
пространственная группа C mcm,
параметры ячейки a = 0,377 нм, b = 1,065 нм, c = 0,456 нм, Z = 4,
структура типа борида хрома CrB
.
Соединение конгруэнтно плавится при температуре 1270 °C
и имеет область гомогенности 1÷1,5 ат.%.